# (18056) 1999 TV15
(18056) 1999 TV15 est un astéroïde de la ceinture principale découvert en 1999.

## Description
(18056) 1999 TV15 a été découvert le 11 octobre 1999 à l'observatoire de Gnosca (Italie) par Stefano Sposetti.

### Caractéristiques orbitales
L'orbite de cet astéroïde est caractérisée par un demi-grand axe de 2,27 UA, un périhélie de 2,08 UA, une excentricité de 0,08 et une inclinaison de 4,30° par rapport à l'écliptique. Du fait de ces caractéristiques, à savoir un demi-grand axe compris entre 2 et 3,2 UA et un périhélie supérieur à 1,666 UA, il est classé, selon la JPL Small-Body Database, comme objet de la ceinture principale.

### Caractéristiques physiques
(18056) 1999 TV15 a une magnitude absolue (H) de 14,0 et un albédo estimé à 0,071.